# Gabriela Szabo
Gabriela Szabo (n. Bistrița, Rumania; 14 de noviembre de 1975) es una atleta rumana. Debutó en categoría sénior con 19 años y estuvo compitiendo hasta 2005. En su palmarés tiene tres oros en mundiales (dos en 5000 y uno en 1500), cuatro en mundiales indoor (tres en 3000 y uno en 1500), una plata en un europeo (5000) y un oro en unos europeos indoor (3000). Además, tiene el oro olímpico en 5000, la plata en 1500 y el bronce en la misma distancia.

## Biografía
Gabriela Szabo nació el 14 de noviembre de 1975 en Bistrița, ciudad de Transilvania, Rumania. Gabriela empezó a competir gracias a los ánimos de su profesor de Educación Física del colegio, quien le propuso tomar parte en una carrera de atletismo. Gabriela Szabo ganó su primera competición en parque central de Bistrița y es allí donde el joven entrenador Zsolt Gyöngyössi la descubrió. Con el acuerdo de sus padres, empezó el entrenamiento de atletismo.
Con el paso del tiempo, la relación entrenador-alumno que tenía con Gyöngyössi se convirtió en un romance. En el año 1999, se casó con su entrenador Zsolt Gyöngyössi. Contó con el apoyo de su familia, aunque al principio su madre no estaba muy contenta con la idea de que su única hija se dedicase al deporte y estuviese tanto tiempo lejos de ella, pero ahora están muy orgullosos de su hija.
En primer lugar, Gabriela deseaba competir consigo misma y esto pareció ser la forma más fácil de superar a los demás; nunca quedó contenta con estar sentada a un lado del estrado, ella quería estar en la primera posición, ya que para ella el segundo lugar no existía. Nunca le gustó perder. Dice que se siente muy bien cuando la gente la reconoce por la calle y la felicita por su trabajo. Eso significa que su trabajo no estuvo en vano. «Cuando competía no lo hacía como Gabriela Szabo sino como Rumania. El premio es para ti, pero para el mundo eres Rumania».
En 1999 fue elegida mejor atleta del año. Ganó 21 medallas de oro y 12 de plata. Es una de las primeras atletas en conseguir todos los títulos en campeonatos europeos y mundiales.
En 2004, tras la competición de Birmingham, cuando abandonó la carrera, Gabriela decidió retirarse. Tanto la federación como los seguidores esperaban que cambiara su decisión, pero ella acusó al cansancio físico y emocional, por lo que se retiró definitivamente en 2005. Tras ser embajadora turística de su país, en la actualidad es la ministra rumana de Juventud y Deportes.